# Christian Navarro
Christian Lee Navarro (New York, 21 augustus 1991) is een Amerikaanse acteur die bekend is van zijn rol als Tony Padilla in de tienerdrama-serie 13 Reasons Why (2017) op Netflix. Ook speelde hij in de televisieserie Vinyl (2016) en de film Bushwick (2017).
- Gemeinsame Normdatei: 1168610656
- International Standard Name Identifier: 0000 0004 9915 018X
- Library of Congress Control Number: no2018051802
- Virtual International Authority File: 5756152503017610800006
- WorldCat: E39PBJvxr7kmHb3gKtycfXwjYP